# 博里亚纳
博里亚纳（義大利語：Borriana），是意大利比耶拉省的一个市镇。总面积5平方公里，人口903人，人口密度180.6人/平方公里（2009年）。ISTAT代码为096006。